# Jean-Jacques Gosso
Jean-Jacques Gosso Gosso (Abidjan, 15 marzo 1983) è un ex calciatore ivoriano, di ruolo centrocampista.
soprannome noto (El tigre)

## Palmarès

### Club

#### Competizioni nazionali
- Campionato marocchino: 1

Wydad Casablanca: 2005-2006

#### Competizioni internazionali
- Coppa delle Coppe d'Africa: 1

Wydad Casablanca: 2002